# Caleb Isaac
Caleb Isaac, né le 22 août 1959, est un homme politique vanuatais.

## Biographie
Sans éducation formelle au-delà de l'école primaire, il se présente sans étiquette aux élections législatives de 2004 et est élu député de Malekula au Parlement de Vanuatu,. En août 2005, il devient membre de la Confédération verte, le parti du ministre des Finances Moana Carcasses. Il ne se représente pas aux élections de 2008.